# Obeza grenadensis
Obeza grenadensis är en stekelart som först beskrevs av Howard 1897.  Obeza grenadensis ingår i släktet Obeza och familjen Eucharitidae. Inga underarter finns listade i Catalogue of Life.